# Epeolus pygmaeorum
Epeolus pygmaeorum là một loài Hymenoptera trong họ Apidae. Loài này được Cockerell mô tả khoa học năm 1932.